# Mogens Nielsen (fodboldspiller)
 Der er flere personer med dette navn, se Mogens Nielsen. (Se også artikler, som begynder med Mogens Nielsen)
Mogens Nielsen (født 16. juli 1967) er en dansk tidligere fodboldspiller.
Han nåede i sin tid i Esbjerg fB at score 48 mål på førsteholdet.